# Escorter 35
Escorter 35 je švýcarský samohybný protiletadlový systém společnosti Oerlikon-Bührle. Je určen spíše pro soukromý trh. Je vybaven radarem s laserovým dálkoměrem. Dvojice 35mm kanónů mohou střílet i protipancéřové střely na pozemní cíle.